# Lawson Vaughn
Lawson Vaughn (Marietta, 11 aprile 1984) è un ex calciatore statunitense, difensore.